# Quadrans

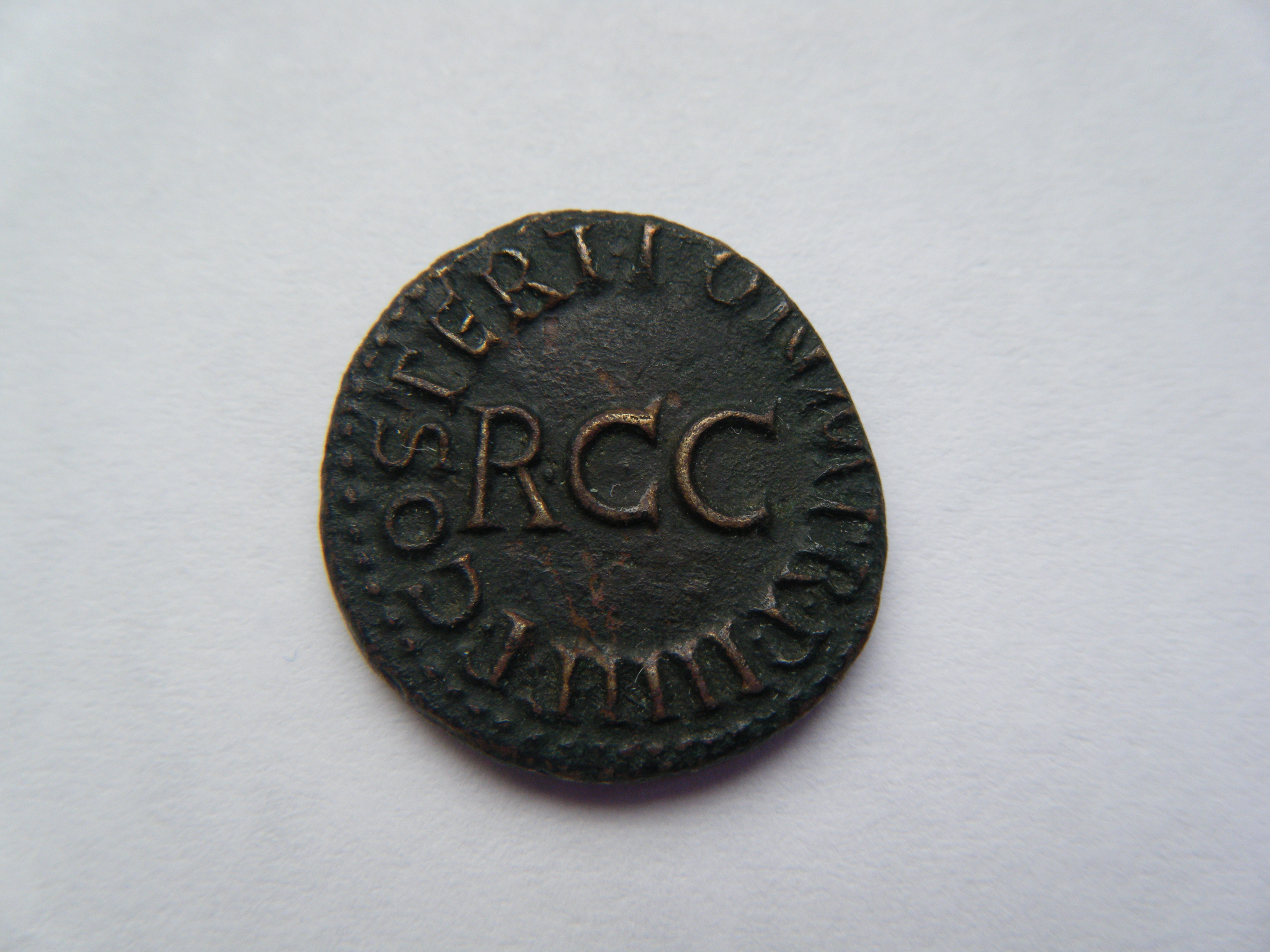
Rückseite eines Quadrans des Caligula, katalogisiert bei Kampmann Nr. 11.14

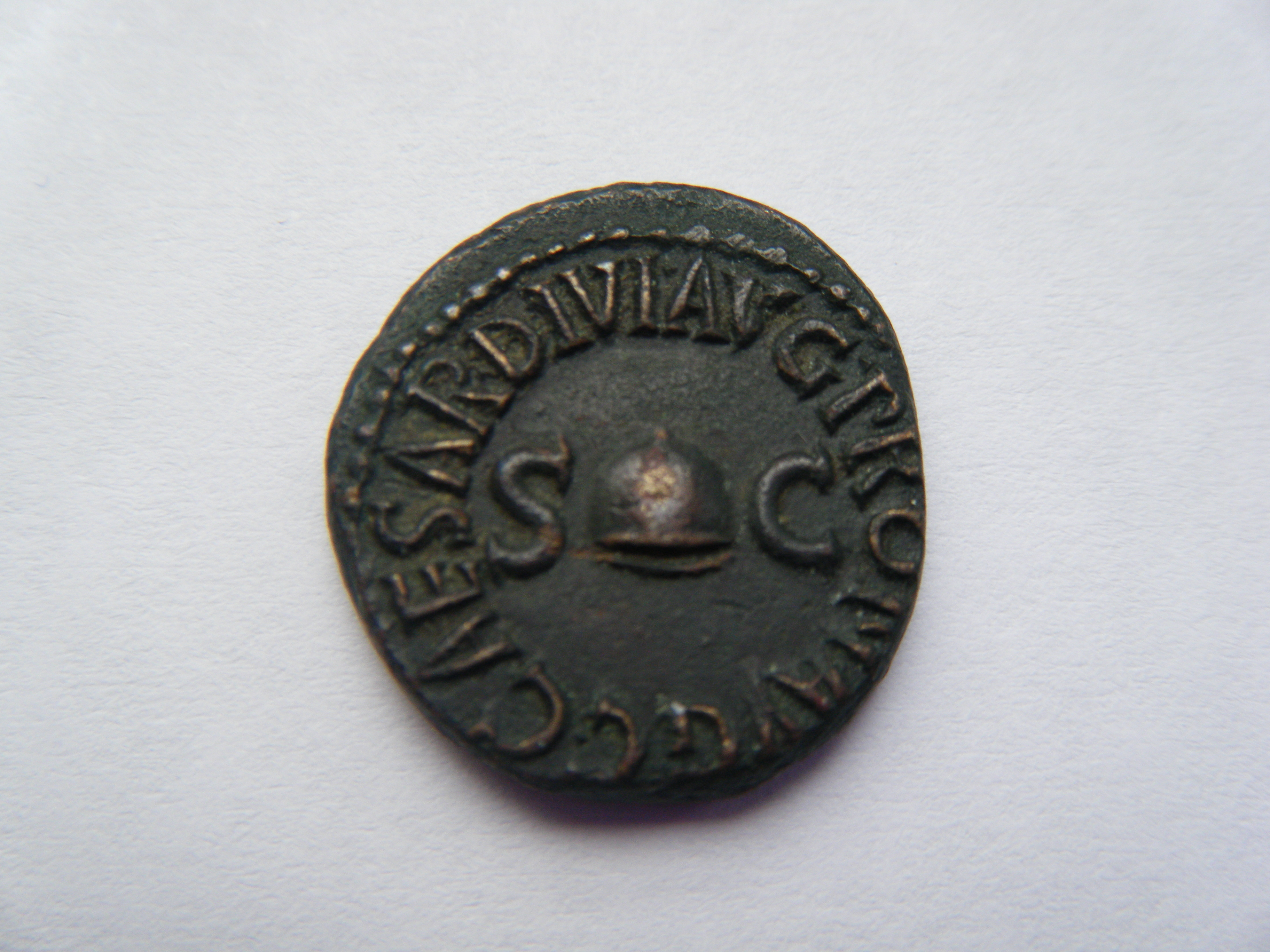
Vorderseite eines Quadrans des Caligula, katalogisiert bei Kampmann Nr. 11.14

Der Quadrans war eine römische Münze, ein Viertel eines As, welche seit der späten Republik das kleinste Nominal des römischen Geldsystems darstellte. Im 18. Jahrhundert (zwischen 1742 und 1747) wurde für Tirol eine kleine Silbermünze geprägt, die ebenfalls als „Quadrans“ bezeichnet wurde.
In der frühen Republikzeit, zur Zeit der Aes-grave-Währung, wurde die Münze mit drei Punkten gekennzeichnet. Später entfielen die Kennzeichnungen und die Münzen wurden auf Kupfer/Bronze geschlagen. Eine Ausnahme bilden die Prägungen unter Kaiser Nero, der seine Quadrans auf Messing schlagen ließ. Das durchschnittliche Gewicht des Quadrans lag um 2,8 g.

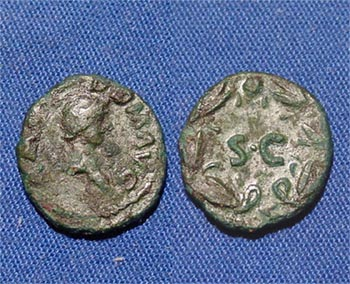
Quadrans des Domitian

Das Revers der Münzen wurde, wie bei römischen Bronzen üblich, mit „S C“ für Senatus Consulto gekennzeichnet, was übersetzt so viel bedeutet wie Auf Beschluss des Senats. Es dürfte sich bei dieser Bezeichnung allerdings mehr um eine Geste gehandelt haben, denn de facto lag die Hoheit des Münzwesens einzig und allein beim Kaiser.
Der Quadrans wurde – wie der Semis – von Anfang an nicht besonders häufig ausgeprägt und verschwand Mitte des 2. Jahrhunderts komplett von der Bildfläche. Im Kleinhandel behalf man sich deshalb schon früh mit geviertelten Assen oder ausländischen Kleinbronzen bzw. städtischen Marken.
Wertigkeiten (Kaiserzeit):
- Aureus (Gold) = 25 Denare (Silber)
- Denar = 4 Sesterze (Messing)
- Sesterz = 2 Dupondius (Messing)
- Dupondius = 2 Asse (Kupfer/Bronze)
- As = 2 Semisses (Messing)
- Semis = 2 Quadrans (Kupfer/Bronze)